# Liste der Monuments historiques in Jaulzy
Die Liste der Monuments historiques in Jaulzy führt die Monuments historiques in der französischen Gemeinde Jaulzy auf.

## Liste der Bauwerke
| Bezeichnung                    | Beschreibung              | Standort | Kennzeichnung | Schutzstatus | Datum | Bild |
| ------------------------------ | ------------------------- | -------- | ------------- | ------------ | ----- | ---- |
| Reste des Schlosses von Ortois | Erbaut im 16. Jahrhundert | (Lage)   | PA60000055    | Inscrit      | 2004  |      |
| Kirche St-Martin               |                           |          | PA00114719    | Classé       | 1920  |      |

## Liste der Objekte
| Bezeichnung | Beschreibung          | Standort                | Kennzeichnung | Schutzstatus | Datum | Bild |
| ----------- | --------------------- | ----------------------- | ------------- | ------------ | ----- | ---- |
| Glocke      | Bronze, 1541 gegossen | in der Kirche St-Martin | PM60000934    | Classé       | 1925  |      |